# Musculus adductor brevis
Der Musculus adductor brevis (dt. kurzer Adduktor) ist einer der Adduktoren des Oberschenkels. Er verläuft komplett unter dem langen Adduktor (Musculus adductor longus). Der kurze Adduktor beugt das Hüftgelenk und zieht dabei den Oberschenkel zur Körpermitte (Adduktion).
Bei den Katzen, gelegentlich auch bei Hunden und Pferden kommt der kurzer Adduktor ebenfalls als selbstständiger Muskel vor. Bei Schweinen und Wiederkäuern ist er dagegen stets mit dem langen Adduktor verschmolzen. Der Ursprung dieses Muskelpakets ist bei der Schlachthälfte von weiblichen Tieren oval, bei männlichen Tieren dreieckig, was zur Geschlechtsbestimmung am Schlachtkörper herangezogen werden kann.